# چسترلند (اوهایو)
چسترلند (به انگلیسی: Chesterland) یک منطقهٔ مسکونی در ایالات متحده آمریکا است که در گیوگا کانتی واقع شده‌است. چسترلند ۱۱٫۳۷ کیلومتر مربع مساحت و ۲٬۵۲۱ نفر جمعیت دارد و ۳۷۰ متر بالاتر از سطح دریا واقع شده‌است.